# Eperia albicans
Eperia albicans là một loài ruồi trong họ Tachinidae.